# Karim Matmour
Karim Matmour (arabisch كريم مطمور, DMG Karīm Maṭmūr; * 25. Juni 1985 in Straßburg) ist ein ehemaliger französisch- algerischer Fußballspieler, der während seiner aktiven Laufbahn als Mittelfeldspieler oder als Stürmer eingesetzt wurde. Er spielte unter anderem in der Bundesliga für Borussia Mönchengladbach und bei Eintracht Frankfurt und kam in der höchsten deutschen Spielklasse zu 101 Einsätzen (fünf Tore). Durch die Herkunft seiner Familie war Matmour auch für die algerische Nationalmannschaft spielberechtigt, mit der er am Afrika-Cup 2010 in Angola und im selben Jahr an der Weltmeisterschaft in Südafrika teilnahm. Karim Matmour absolvierte für die Wüstenfüchse 30 Partien (zwei Tore).

## Herkunft, Familie und Jugend
Karim Matmour kam 1985 als eines von sechs Kindern algerischer Einwanderer in Straßburg zur Welt und wuchs dort auf.

## Spielerkarriere
Matmour begann im Alter von fünf Jahren mit dem Fußballspielen beim ASPV Straßburg. Im Jahre 1999 wechselte er in die Jugendabteilung von Racing Straßburg. Ab 2001 kam er zu Einsätzen in der Reservemannschaft. In der Winterpause der Saison 2003/04 ging er zurück zu seinem Stammverein.
In der Saison 2004/05 wechselte er über die nahegelegene Grenze zum SC Freiburg. Im Juli 2005 nahm Volker Finke Matmour mit zum Trainingslager der zuvor aus der Bundesliga abgestiegenen Profis. Am 28. Januar 2006, dem 19. Spieltag der 2. Bundesliga, gab er sein Debüt für die Profimannschaft des SC Freiburg im Spiel gegen den FC Carl Zeiss Jena. Am 32. Spieltag im Spiel gegen Hansa Rostock erzielte er sein erstes Tor. Nach drei Treffern in 31 Partien verpasste er mit dem SC Freiburg am Saisonende den Aufstieg in die Bundesliga nur knapp. Im Juli 2007 verlängerte Matmour seine Vertragslaufzeit bis 2010 und erzielte in der Zweitliga-Saison 2007/08 fünf Tore bei fünf Torvorlagen in 32 Spielen.
Zur Saison 2008/09 wechselte Matmour zu Borussia Mönchengladbach, die zuvor in die Bundesliga aufgestiegen war. Seinen Pflichtspieleinstand für die Borussia gab er am 9. August 2008 im Erstrundenspiel des DFB-Pokals gegen den VfB Fichte Bielefeld in der Anfangself. Sein erstes Bundesligaspiel bestritt er zum Saisonauftakt am 17. August 2008 bei der 1:3-Niederlage gegen den VfB Stuttgart. Sein erstes Bundesligator erzielte Matmour am 30. August 2008 (3. Spieltag) beim 3:2-Sieg gegen Werder Bremen. In dieser Spielzeit, in der die Borussia gegen den Abstieg spielte und am Ende den 15. Platz belegte, kam Matmour in allen 34 Bundesligaspielen zum Einsatz und erzielte dabei drei Tore. In der Saison 2009/10, in der man zwischen dem 11. und 13. Platz pendelte, erzielte er ein Tor in 25 Bundesligaeinsätzen und erreichte mit der Borussia am Ende den zwölften Tabellenplatz. In der Saison 2010/11, in der Borussia Mönchengladbach nach der Hinrunde den 18. Platz belegte und sich nach dem Trainerwechsel von Michael Frontzeck zu Lucien Favre auf den Relegationsplatz 16 rettete, kam Matmour zu 18 Einsätzen in der Bundesliga. Dabei erzielte er kein Tor.
Am 1. Juli 2011 wechselte Matmour zum Absteiger aus der Bundesliga Eintracht Frankfurt. Sein erstes Pflichtspiel für die Eintracht bestritt er am 15. Juli 2011, als er am ersten Spieltag der 2. Bundesliga im Spiel bei der SpVgg Greuther Fürth in der 80. Minute eingewechselt wurde und dabei in der 89. Minute den Siegtreffer erzielte. Insgesamt hatte er in dieser Spielzeit 28 Einsätze, davon vier über die volle Spielzeit. Dabei erzielte er sechs Tore und stieg als Tabellenzweiter mit der Eintracht in die Bundesliga auf.
Im November 2012 wurde Matmour in der Bundesliga binnen sieben Tagen zweimal des Platzes verwiesen, was ein Novum in der Bundesliga darstellte.
Zur Saison 2013/14 wechselte Matmour zum 1. FC Kaiserslautern. Er unterschrieb beim Zweitligisten einen bis zum 30. Juni 2015 laufenden Vertrag. Am 20. Juli 2013 debütierte er im Auswärtsspiel gegen den SC Paderborn, das der FCK mit 1:0 gewann. Bis Saisonende 2014/15 absolvierte er 56 Zweitligaspiele für den FCK, in denen er fünf Tore erzielte.
Nach Auslaufen seines Vertrages im Sommer 2015 wechselte Matmour ablösefrei nach Kuwait in die Kuwaiti Premier League zum Verein al-Arabi. Im Januar 2016 unterschrieb er einen Vertrag beim englischen Zweitligisten Huddersfield Town. Sein Vertrag wurde nach Saisonende nicht verlängert, da man zu keiner Einigung über das Gehalt kam.
Zur Spielzeit 2016/17 wechselte Matmour zum deutschen Zweitligisten TSV 1860 München, bei dem er einen Zweijahresvertrag erhielt. Anfang 2017 kam es zu einem schweren Zerwürfnis zwischen dem Verein und Matmour. Trainer Vitor Pereira sortierte Matmour in der Winterpause 2016/17 aus dem Kader aus, unter anderem, da Matmour ein Zehner sei und er ein System ohne Zehner bevorzuge. Matmour sollte nur noch in der U21 des Vereins weiter trainieren. Schlagzeilen machte auch eine Ausladung Matmours und seiner Partnerin von einem Mannschaftsessen des Vereins im Februar 2017. Es gab zahlreiche weitere Medien-Spekulationen über eine Eskalation des Streits, allerdings ohne dafür eine offizielle Bestätigung vom Spieler oder vom Verein zu erhalten. Tatsächlich gab es einige Wochen später einen Arbeitsgerichtstermin, die von Matmour angestrebte einstweilige Verfügung für das Anrecht auf Training mit der Profi-Mannschaft wurde aber abgelehnt, während das Hauptsache-Verfahren vertagt wurde. Matmour zog im März 2017 einseitig eine Vertragsklausel, die den Vertrag mit 1860 um ein Jahr bis 2019 verlängerte. Dieser war nach dem Abstieg aus der 2. Bundesliga und dem Nichterhalt für die 3. Liga allerdings nicht mehr gültig.
Einen neuen Arbeitgeber fand Matmour im August 2017 mit dem australischen Erstligisten Adelaide United.
Nach nur 11 Einsätzen (8 in der Liga, 3 im Pokal) löste Matmour seinen Vertrag mit dem Verein im Dezember 2017 auf und beendete seine aktive Karriere.

### Nationalmannschaft
Am 7. Februar 2007 debütierte Matmour in der algerischen Nationalmannschaft beim 2:1-Sieg gegen Libyen. In 30 Länderspielen erzielte er zwei Tore.
Mitte November 2009 qualifizierte er sich mit der Nationalmannschaft für die Fußball-Weltmeisterschaft 2010. In der Gruppenphase traf er auf Slowenien, England und die USA. Matmour kam in allen Spielen zum Einsatz. Zu Beginn des Jahres hatte er bereits an der Fußball-Afrikameisterschaft 2010 teilgenommen und in fünf Partien ein Tor erzielt.
Matmour erklärte am 3. Mai 2012, dass er für die Nationalmannschaft nicht mehr zur Verfügung stehe, da er sich auf seine Vereinskarriere konzentrieren möchte. Er lief zuletzt am 29. Februar 2012 gegen Gambia für sein Land auf.

## Trainerkarriere
Am 6. Januar 2018 schloss sich Matmour dem Verbandsligisten Kehler FV als Co-Trainer an. Dessen Cheftrainerposten übernahm Matmour zum Start der Saison 2018/19, trat allerdings im Oktober wieder zurück. Im Februar 2020 wurde er Scout von Bayer 04 Leverkusen für Frankreich.

## Spielstil
Wegen seiner hohen Grundschnelligkeit und Wendigkeit, allerdings auch wegen seiner häufig fehlenden Übersicht am Ball, erinnert Matmours Spielweise oftmals an das Verhalten einer Fledermaus. Folglich wurde ihm von Fans der Spitzname „Batmour“ verliehen.

## Sonstiges
Anfang Mai 2007 kritisierte Matmour den späteren Staatspräsidenten Frankreichs, Nicolas Sarkozy, und warf ihm vor, wegen abfälliger Aussagen gegenüber jungen Franzosen mit Migrationshintergrund Konflikte erzeugt zu haben.
Matmour spricht Französisch, Deutsch und versteht laut eigenen Angaben Arabisch. Matmour ist mit der Sängerin der deutschen Band Milk & Honey, Manel Filali, verheiratet.